# Ine de Wessex
Ine va ser rei de Wessex del 688 al 726. La seva importància rau en el codi legal que va fer, que dona informació bàsica sobre la manera de viure en aquell temps. No va ser capaç de mantenir el domini sobre el territori que va rebre del seu predecessor, que havia fet una expansió cap a l'oest. Els regnes de Kent, Sussex i Essex ja no van acceptar estar sota control de Wessex; per altra banda, va consolidar les possessions del que ara és Hampshire. Com a rei cristià que era, es va preocupar de la difusió del cristianisme en el seu reialme i, en arribar a la vellesa, va abdicar per anar de pelegrí a Roma.

## Orígens
Ine era fill de Cenred, que era fill de Ceolwald; ni el pare ni l'avi van ser reis però eren descendents del Casal de Wessex. Tenia un germà anomenat Ingild i dues germanes anomenades Cuthburh i Cwenburg. Cuthburh estava casada amb el rei Aldfrith de Northúmbria. Ine es va casar amb una princesa guerrera del seu país, Æthelburg de Wessex.
El predecessor d'Ine en el tron de Wessex va ser Cædwalla, però hi ha manca d'informació sobre com va ser la transició entre Cædwalla i Ine. Cædwalla va abdicar el 688 i va marxar a Roma. Segons la llista de genealogies reials de Wessex, Ine va regnar durant 37 anys i va abdicar el 726; això implica que no va pujar al tron fins al 689, cosa que podria indicar un període d'un any de desgovern abans de la seva arribada al tron, o bé es podria tractar d'un més dels errors en les dades que ofereixen aquestes fonts documentals. Ine potser va governar juntament amb el seu pare, Cenred, durant els primers anys: hi ha poques proves que demostrin l'existència de governs compartits per dos reis, però sí que hi ha proves contundents que demostren el repartiment del govern en reis regionals, cosa que va passar en un període no gaire llunyà al d'Ine. Ine, en el text del seu codi de lleis, reconeix que va rebre l'ajut del seu pare; per altra banda es conserven cartes de donació de terres que indiquen que Cenred governava a Wessex després que Ine pugés al tron.

## Dominis
| Dál Riata (1) Regne dels pictes (2) Gododdin (3) Northúmbria (4) Mèrcia (5) Ànglia de l'Est (6) Essex (7) Sussex (9) Kent (8) Wessex (10) | Gwent (11) Glywysing (12) Dumnònia (13) Brycheiniog (14) Dyfed (15) Ceredigion (16) Powys (17) Gwynedd (18) Rheged (20) Strathclyde (21) |

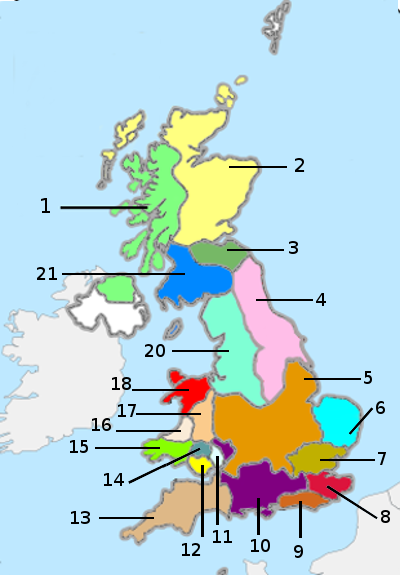
Wessex i els regnes contemporanis; la frontera amb Dumnònia és més imprecisa:
Dál Riata (1)
Regne dels pictes (2)
Gododdin (3)
Northúmbria (4)
Mèrcia (5)
Ànglia de l'Est (6)
Essex (7)
Sussex (9)
Kent (8)
Wessex (10)
Gwent (11)
Glywysing (12)
Dumnònia (13)
Brycheiniog (14)
Dyfed (15)
Ceredigion (16)
Powys (17)
Gwynedd (18)
Rheged (20)
Strathclyde (21)

Quan Ine va assumir el poder Wessex era un territori extens que anava des de la part alta del Tàmesi —encara que el seu predecessor havia perdut la zona més al nord en benefici de Mèrcia—, fins a l'oest, al canal de Bristol, una fita assolida cent anys abans. En els anys recents els saxons occidentals s'havien expandit penetrant en el regne brità de Dumnònia, que aproximadament corresponia als actuals comtats de Devon i Cornualla (Gran Bretanya) i també van incorporar l'illa de Wight. Cap a l'est estava el Regne d'Essex i cap al sud el regne de Sussex i més enllà el de Kent. Cædwalla es va establir com a senyor reconegut per aquests regnes saons del sud, però no va poder mantenir a ratlla els veïns del nord, el mercis, els quals anhelaven guanyar territori per la vall del Tàmesi.
A finals del seu regnat, Ine va conservar els control sobre l'illa de Wight i va fer alguns progressos en Dumnònia, però va perdre l'hegemonia sobre Sussex, Surrey i Kent.

### Kent, Essex, Sussex i Surrey
Ine va fer la pau amb Kent l'any 694, quan el rei Wihtred va donar a Ine una substancial suma de diners en compensació per la mort del germà de Cædwalla, Mul, que havia mort durant una rebel·lió a Kent el 687. La quantitat pagada es desconeix amb exactitud, en alguns manuscrits de la Crònica anglosaxona es diu que van ser «trenta mil», sense especificar la moneda, i en altres «trenta mil lliures». Si les lliures d'aquell temps es pagaven en sceats, llavors això informa de quin era el preu amb què es valorava la vida d'un home (wergeld).
Ine va conservar durant un temps el domini sobre Sussex, que des del 686 estava subjugat a Wessex. El rei de Sussex Nothhelm és esmentat en un document del 692 com a parent d'Ine, potser per matrimoni. Sussex va estar sota domini de Wesseex fins al 710, data en quèencara Nothhelm va col·laborar amb Ine en una campanya per la conquesta de Dumnònia.
Surrey mai va ser un territori independent, el seu domini va anar variant primer va ser part de Kent, després de Mèrcia, d'Essex, i de Wessex. Essex incloïa la ciutat de Londres, però la diòcesi de Londres estava dins de Surrey; això va ser motiu de friccions entre Ine, els reis d'Essex i els de Mèrcia, fins que aquesta província va ser transferida a la diòcesi de Winchester l'any 705. Una prova que demostra que Ine va tenir el control de Surrey al començament del seu regnat és que està inclosa en el text de les lleis que va fer, en el qual es refereix al bisbe de Londres, Earconwald, dient «el meu bisbe». Les següents relacions amb Essex estan descrites en una carta de l'any 704 o del 705, enviada pel bisbe Wealdhere de Londres a Brihtwold, arquebisbe de Canterbury. La carta esmenta «disputes i discòrdies» que havien sorgit «entre el rei dels saxons de l'oest i els governants del nostre país». Els governants als quals fa referència eren Sigeheard i Swæfred, i la causa de la discòrdia era que els reis d'Essex havien donat acollida a exiliats de Wessex. Ine va acceptar fer les paus si feien fora els exiliats i es va convocar un concili a Brentford per resoldre les disputes. En aquest moment Surrey clarament havia deixat d'estar sota control de Wessex.
Beda conta que Ine va tenir la possessió de Sussex amb bones relacions durant diversos anys, però que el 722 un exiliat anomenat Ealdbert es va refugiar a Surrey i Sussex, llavors Ine va envair Sussex. Tres anys després Ine va tornar a envair aquest territori i aquesta vegada va matar Ealdberht. Donant refugi a aquest home és clar que Sussex havia trencat la relació que tenia amb Wessex i que no acceptava el seu domini. S'ha suggerit que Ealdberht podria ser un fill d'Ine o del seu germà Ingild.

### Dumnònia i Mèrcia
El 710, Ine i Nothhelm van lluitar contra Geraint de Dumnònia, segons la Crònica anglosaxona; John de Worcester diu que Geraint va morir en aquesta batalla. S'havia pensat que les incursions d'Ine en aquell territori li havien donat control sobre el que avui dia és Devon, i que la nova frontera amb Dumnònia va quedar establerta pel riu Tamar; però no encaixa amb altres esdeveniments posteriors com ara la batalla de Hehil o l'expulsió dels britans d'Isca (Exeter) feta per Athelstan. En l'Annales Cambriae, una crònica escrita al segle x, es diu que l'any 722 els britans van derrotar els seus enemics a la batalla de Hehil. Els enemics havien de ser Ine i la seva gent, però es desconeix quin lloc podria ser Hehil; hi ha diversos indrets proposats dins de Cornualla i Devon.
Ine va lluitar en la batalla de Woden's Barrow de l'any 715, però no és clar si va ser contra l'exèrcit de Mèrcia comandat per Ceolred o si va ser juntament amb aquests contra els britans; el resultat tampoc s'esmenta en les fonts històriques. Ine potser no va recuperar les terres al nord del Tàmesi que havien estat territori de Wessex durant els reis anteriors, però sí que va retenir el control de la riba sud en una carta de donacions datada el 687 feia lliurament de terres a l'església de Streatley, a la vora del Tàmesi, i també a Basildon.

### Altres conflictes
En la secció del 721, la Crònica anglosaxona diu que Ine va matar Cynewulf. Aquesta persona és desconeguda, però el seu nom fa pensar que podria haver una connexió amb la línia reial de Wessex. Sembla que van haver disputes dins la família reial poc després: el 722, l'esposa d'Ine, Æthelburg, va destruir amb foc el castell de Taunton, que havia construït el seu marit, per tal d'evitar que caigués en mans dels rebels.

## Afers interns
El primer esment del càrrec d'ealdorman a Wessex, i les primeres referències als comtats que van tenir assignats, és dins del regnat d'Ine. Probablement va ser Ine qui va subdividir l'administració del reialme en aproximadament el que avui són els comtats de Hampshire, Wiltshire, Somerset, Devon i Dorset. S'ha suggerit que aquests comtats potser van començar com a grups de hundreds assignats anteriorment als membres de la família reial.
Vers el 710, a meitat del regnat d'Ine, es va crear una vila de mercaders anomenada Hamwic situada a la riba oest de l'Itchen; aquest lloc és actualment part de la ciutat de Southampton. Una de les mercaderies amb què es comerciava en aquest port eren els recipients de vidre, i unes troballes d'ossos d'animals suggereixen un actiu comerç de pells. També s'han trobat béns d'importació: pedres de moldre, pedres d'esmolar i ceràmica; entre les monedes que s'han trobat hi ha sceats de Frísia. En aquesta vila s'hi van establir treballadors especialitats: teixidors, ferrers, i altres treballadors de metalls. Algunes de les mercaderies importades que Ine va afavorir eren objectes de luxe. S'estima que la població de Hamwic seria d'unes 5.000 persones, i això no hauria estat possible sense la intervenció d'Ine, ja que només un rei podia arranjar-ho tot de manera que no faltés aliment per a tantes habitants.
El creixement del comerç que es va produir vers l'any 700 va anar en paral·lel amb l'expansió d'aquesta àrea i amb la gran circulació de sceat, la moneda d'ús comú en aquell temps. Es creu que les primeres monedes encunyades a Wessex es van fer durant el regnat d'Ine, encara que les monedes trobades no porten el seu nom ni el de cap altre rei.

## Legislació

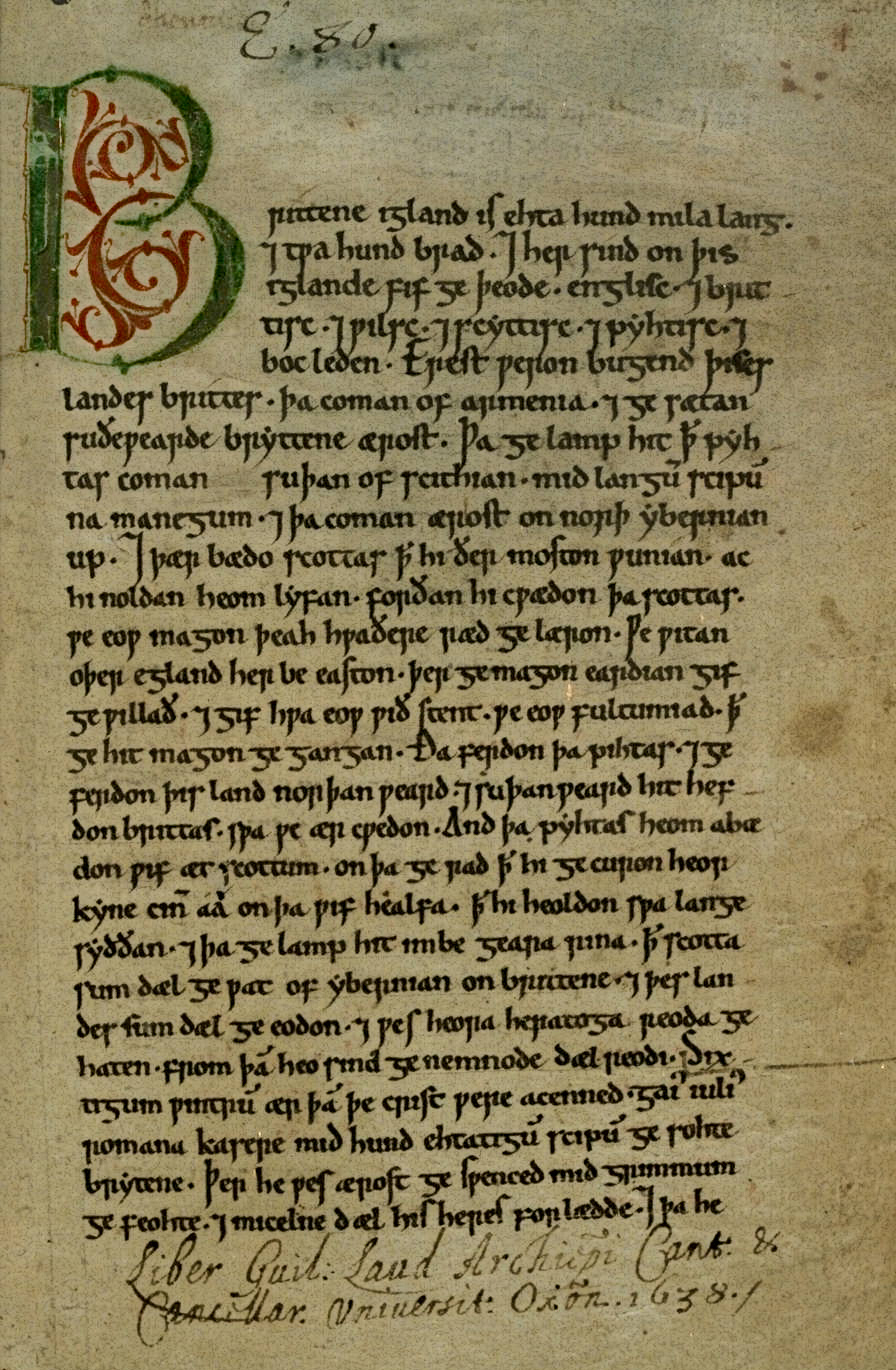
Pàgina inicial del manuscrit MS 173.

El primer codi legal anglosaxó està datat entre el 602 o el 603, és el d'Etelbert I de Kent, el regnat del qual va acabar l'any 616. En la dècada del 670 o del 680, es va emetre un codi amb els noms de Hlothhere i Eadric de Kent. Els següents reis en fer codis legals van ser Wihtred de Kent i Ine de Wessex.
Les dates en què es van emetre les lleis de Wihtred i les d'Ine no es coneixen amb certesa, però hi ha motius per creure que les de Wihtred es van publicar el 6 de setembre del 695, i que les d'Ine podrien haver-se escrit el 694 o poc després. Ine feia poc que havia arribat a un acord de pau amb Wihtred mitjançant una compensació per la mort de Mul, i hi ha indicadors que els dos governants van tenir algun tipus de col·laboració pel que fa a les lleis. A més de coincidir en l'època, hi ha una clàusula que apareix de manera gairebé idèntica en ambdós codis. Un altre senyal de col·laboració és que en les lleis de Wihtred es fa servir la paraula saxona gesith («noble»), al lloc on en les lleis de Kent surt la paraula eorlcund. És possible que Ine i Wihtred emetessin aquests codis legals com a acte de prestigi després de tornar a establir l'autoritat havent superat un període de desgovern en ambdós regnes.
Les lleis d'Ine han sobreviscut només perquè Alfred el Gran les va afegir en l'apèndix de les seves lleis. El manuscrit més antic que es conserva és també l'única còpia completa i està en el Corpus Christi College de Cambridge, amb nom de registre MS 173. També es conserven dues còpies parcials, una pertany a la col·lecció Cotton de la Biblioteca Britànica (MS Cotton Otho B xi) i està incomplet perquè es va mig cremar en un incendi que va haver el 1731 a Ashburnham House, on estava abans. L'altra còpia és un fragment que està en el Museu Britànic (MS Burney 277).
És possible que les lleis d'Ine que es conserven no siguin les originals del segle VII. El rei Alfred va escriure en el pròleg d'aquestes lleis que se n'havia desfet d'aquelles que no li agradaven, però no va concretar quines eren les lleis que va ometre.
En el pròleg del codi legal d'Ine hi ha una llista de les tres persones que el van assessorar: el bisbe Eorcenwald, el bisbe Hædde i el pare d'Ine, el rei Cenred. Una cosa que es pot veure en aquestes lleis és la preocupació d'Ine per encoratjar el cristianisme en el seu país. El jurament d'una persona que combrega, per exemple, té més valor que el d'un no cristià; i el mateix passa amb els que han rebut el bateig i segueixen les observances religioses. Crida l'atenció el fet que les lleis d'Ine són més detallades en qüestions civils que les de Kent.
Una de les lleis estableix que les terres comunals han d'estar tancades pels diversos ceorls (homes lliures) que les facin servir. Si un ceorl no posa un tancat al voltant de les terres assignades i permet que el seu ramat faci cap al camp d'un altre se'l farà responsable dels danys causats pels animals. Això vol dir que cada pagès tenia un tros de camp del qual n'era responsable. Cal destacar que calia la llei feta per un rei per a aclarir un tema d'importància menor; les lleis no esmenten la funció dels senyors locals en relació als ceorls. És clar per aquesta i altres lleis que els pagesos explotaven les terres que estaven a nom d'un senyor; la implicació popera del rei indiquen qu les relacions entre el senyor i el pagès estava sota control reial.

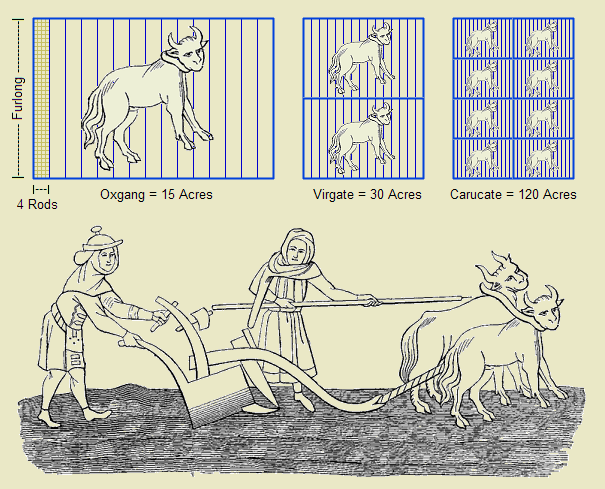
Unitats de mesusa angleses derivades del vocabulari agrícola medieval:
rod = 5½ iardes; furlong=distància que un parell de bous podia llaurar sense descansar;acre=tros de terra que un parell de bous pot llaurar en un dia;virgate=terra que poden llaurar dos bous durant l'època de la llaurada;carucate=terra que es pot llaurar amb vuit bous durant la temporada.

Les lleis que tenen a veure amb bestiar esgarriat són la font documental més antiga sobre el sistema d'aprofitament dels camps. Demostren que a Wessex, en l'època d'Ine es feia servir el sistema de camps comunals  És probable que aquest fos el sistema prevalent, però no a tot el país es feia servir, per exemple a Devon no. La llei que esmenta la iarda és el primer document on apareix aquesta unitat de mesura. Una iarda era una unitat per mesurar la terra equivalent a la quarta part d'un hide; però un hide era una mesura variable que podia fer com a màxim 120 acres (49 hectàrees). La iarda, en aquest sentit, va esdevenir la quantitat estàndard de terra assignada a un serf de la gleva, també dit virgate («parcel·la»).
La multa per escapar del servei militar obligatori (fyrd) era de 120 xelins si era un noble i de 30 xelins si era un ceorl. No és sorprenent comprovar que tots els homes lliures havien de participar en les guerres, ja que el fet de ser derrotats podia suposar esdevenir un esclau.
Una altra llei especificava que si algú era acusat d'assassinat requeria almenys d'una persona d'alt rang entre els que farien de testimoni a favor seu. Aquest diria sota jurament que la persona acusada tenia una bona reputació i no podia ser sospitosa del crim. Això implica que la paraula d'un camperol no tenia prou credibilitat, un canvi significatiu respecte a èpoques anteriors en què el parent d'un acusat podia declarar a favor d'un acusat.
Aquest codi legal feia distinció entre els britans i els anglosaxons, cosa que té a veure amb el fet que la part més occidental de Wessex estava escassament poblada pels anglosaxons en aquella època i els britans que hi havien no estaven integrats com a ciutadans al mateix nivell. És de destacar que encara que és un codi fet per un rei saxó per aplicar en un regne saxó el terme que es fa servir per a definir els no britans és anglesos.

## Cristianisme

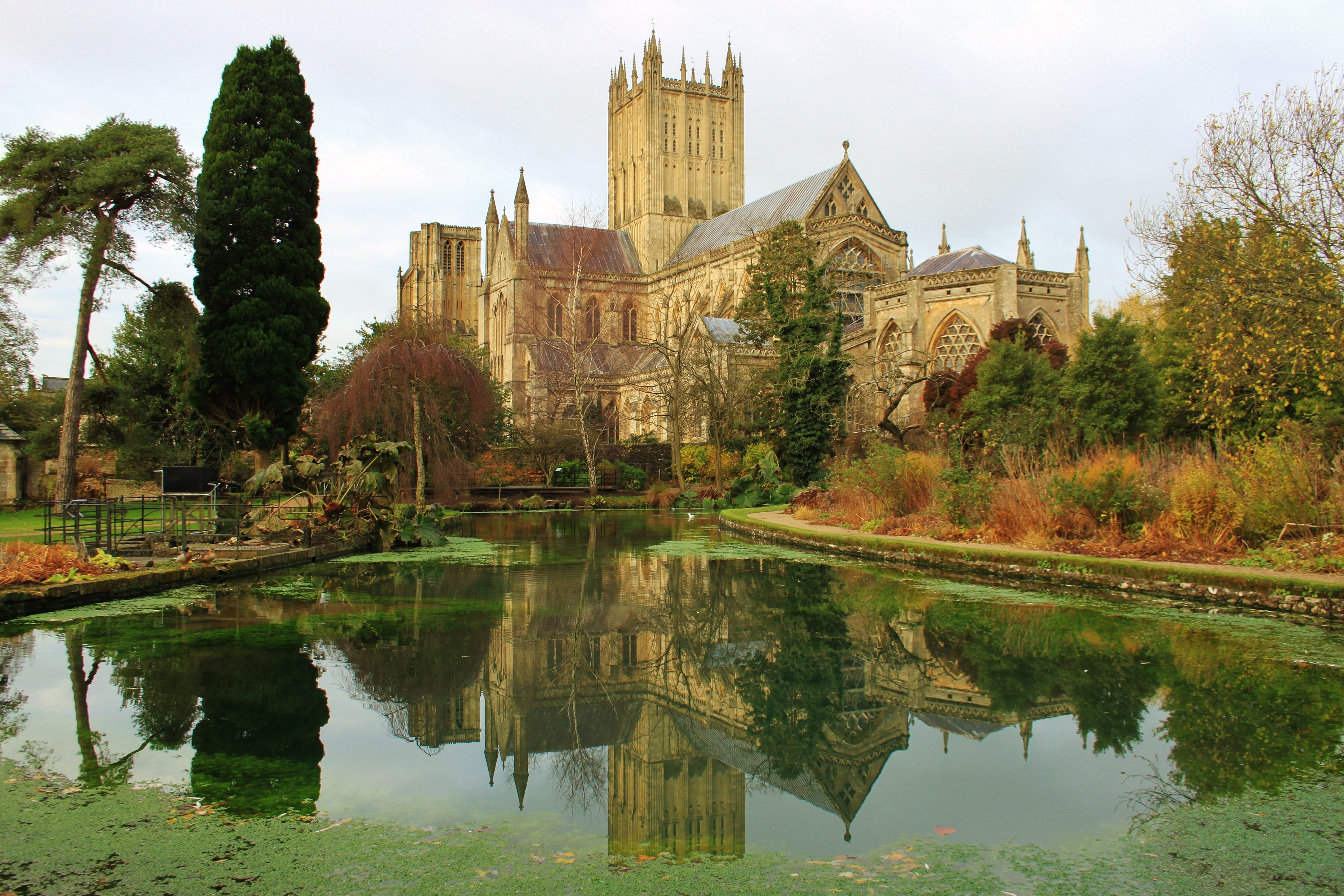
Catedral de Wells

Ine va ser un rei cristià preocupat per la cristianitació del seu país. Les mateixes lleis en són una mostra: s'inclou el pagament de multes per no batejar els infants o el pagament d'un delme a l'església. Ine va mantenir amb diners propis esglésies i monestirs, especialment a la nova diòcesi de Sherborne, que va sorgir com una subdivisió de la de Winchester l'any 705. Ine primer es va oposar a aquesta partició i va ignorar les amenaces d'excomunió enviades des de Canterbury, però a la mort del bisbe Haedde ho va acceptar.
Els primers convents de monges de Wessex es van crear durant el regnat d'Ine. Les fundadores van ser: Bugga, la filla del rei Centwine, i Cuthburh, germana d'Ine, que va fundar l'abadia de Wimborne després d'enviudar del rei Aldfrith de Northúmbria. A petició del bisbe Aldhelm, l'any 705, Ine va fer construir l'església que més endavant seria la catedral de Wells, i en la Crònica anglosaxona també es diu que va construir un monestir a Glastonbury, cosa que probablement es refereix a una ampliació puix que a Glastonbury ja hi havia un monestir.
A Ine se li va atribuir el fet d'establir l'organització eclesiàstica de Wessex, tot i que no és clar si això va ser iniciativa seva. També se'l relaciona amb les primeres convocatòries de sínodes al seu país.

## Abdicació
El 726, Ine va abdicar i no es coneix que tingués cap hereu. Segons Beda, va deixar el reialme a un home jove per poder viatjar amb la seva esposa Æthelburg a Roma, on ambdós van morir. En aquella època molta gent feia aquest viatge quan sentien que els faltaven pocs anys per morir doncs hi havia la creença que això ajudava a ser ben rebuts al cel després de la mort. Es creu que Ine i Offa de Mèrcia van fundar la Schola Saxonum a Roma. Un edifici que primer acollia els soldats enviats pels anglosaxons per servir al papa i també per donar hostalatge als pelegrins del mateix origen.
A Ine el va succeir Æthelheard, del qual es desconeix si tenia relació de parentiu amb Ine, encara que en documents posteriors es diu que era el seu cunyat.